# Смоленец (Ленинградская область)
Смоленец — посёлок в Тихвинском городском поселении Тихвинского района Ленинградской области.

## История
СМОЛЕНЕЦ — лесная сторожка А. Е. Пименова, дворов — 2, жилых домов — 2, число жителей: 2 м. п., 2 ж. п. Часовня.  (1910 год)

Посёлок Смоленец на карте 1932 года

Согласно карте Ленинградской области Северо-западного аэрогеодезического треста ГГУ издания 1932 года посёлок насчитывал один крестьянский двор.
Посёлок Смоленец учитывается областными административными данными с 1 января 1946 года в Фишевогорском сельсовете Тихвинского района.
С 1954 года в составе Лазаревичского сельсовета. В 1954 году население посёлка Смоленец составляло 35 человек.
В 1958 году население посёлка Смоленец составляло 99 человек.
По данным 1966, 1973 и 1990 годов посёлок Смоленец входил в состав Лазаревичского сельсовета Тихвинского района.
В 1997 году в посёлке Смоленец Лазаревичской волости проживали 9 человек, в 2002 году — 8 (все русские).
В 2007 году в посёлке Смоленец Тихвинского ГП проживали 11 человек, в 2010 году — 6.

## География
Посёлок расположен в центральной части района, соединён автодорогой с федеральной автодорогой А114 (Вологда — Новая Ладога).
Расстояние до административного центра поселения — 25 км.
Расстояние до ближайшей железнодорожной станции Тихвин — 23 км.
Посёлок находится на левом берегу реки Шомушка, через посёлок протекает её безымянный приток.

## Демография
| 1910 | 1954 | 1958 | 1997 | 2002 | 2007 | 2010 |
| ---- | ---- | ---- | ---- | ---- | ---- | ---- |
| 4    | ↗35  | ↗99  | ↘9   | ↘8   | ↗11  | ↘6   |
| 2017 |      |      |      |      |      |      |
| ↗10  |      |      |      |      |      |      |

### Национальный состав
Согласно данным Всероссийской переписи населения 2002 года в посёлке проживали 8 человек, все русские.
Согласно данным Всероссийской переписи населения 2021 года в посёлке проживали 6 человек, все русские.